# Friedrich Karl Heinrich Maaß
Friedrich Karl Heinrich Maaß (auch: Friedrich Karl Heinrich Maass; * 5. August 1768 in Krottorf; † 25. Februar 1840) war ein deutscher Pädagoge.

## Leben
Friedrich Karl Heinrich Maaß wurde als Sohn des Krottorfer Predigers Samuel Ehrenreich Maaß (* 19. Februar 1730 in Zestrow; † unbekannt) und dessen Ehefrau Charlotte geb. Riemschneider, Tochter des Predigers von Großalsleben geboren. Von sechs Kindern war er der Zweite. Sein älterer Bruder Johann Gebhard Maaß war Professor an der philosophischen Fakultät der Universität Halle. Ein weiterer Bruder wurde Geheimer Ober-Tribunalrat in Berlin.
Er wurde anfangs durch seinen Vater zu Hause unterrichtet und besuchte ab 1782 das Domgymnasium in Halberstadt beim Direktor Christian Gottfried Struensee (1717–1782). 1786 beendete er das Gymnasium als Primus Omnium und begann im gleichen Jahr ein Theologie-Studium an der Universität Halle. Nach Beendigung seines dreijährigen Studiums erhielt er 1789 eine Hauslehrerstelle in Schlesien und einige Jahre darauf eine Hauslehrerstelle in seinem Heimatort.
1794 wurde er vierter Collaborator am Domgymnasium in Halberstadt und erhielt 1797 von der philosophischen Fakultät der Universität Helmstedt die Doktorwürde für seine eingereichte Dissertation "de cultu Gratiarum". Vom Magistrat der Stadt Brandenburg wurde er später als Prorektor der Saldern'schen Schule berufen. Ostern 1798 wurde er vom Domkapitel in Halberstadt auf die offene Inspektorstelle des Schullehrerseminars zurückgerufen. 1800 wurde ihm das, nach dem Tod von Gottlob Nathanael Fischer (1748–1800) vakante, Rektorat über das Domgymnasium übertragen und 1819 wurde er Nachfolger des Direktors Johann Karl Christoph Nachtigal (1753–1819) des Domgymnasiums.
Am 27. Mai 1800 heiratete er Sophie Charlotte (* unbekannt; 5. März 1802), eine Tochter des Justizamtmanns Johann Friedrich Poley. Kurz nach dem Tod seiner Ehefrau starb auch seine Tochter Mathilde.

## Vermächtnis
Nach dem Tod von Friedrich Karl Heinrich Maaß erhielt das Domgymnasium seine 5.000 Bände umfassende Bibliothek von den Erben geschenkt, sie wurde als Bibliotheca Maasjana aufgestellt.

## Mitgliedschaften
- Mitglied der literarischen Gesellschaft[3]

## Werke
- Nachricht von der gegenwärtigen Einrichtung der mit der Halberstädtischen Domschule verbundenen Pensionsanstalt. Halberstadt Halle, Saale Universitäts- und Landesbibliothek Sachsen-Anhalt Halberstadt Delius und Matthias ca. 1800
- Ihrem verehrten Lehrer Herrn Dr. Rector Maass zu dessen Geburtstagsfeyer gewidmet von sämmtlichen Mitgliedern der ersten Classe der Domschule zu Halberstadt, den 5. August 1810. Halberstadt: Dölle 1810
- Lied, am Geburtsfeste des Landesvaters zu singen; Halberstadt, d. 3. Aug. 1814. Halberstadt Dölle 1814
- Entlassungsrede, gehalten 1819. Halberstadt 1820
- Beitrag zu richtiger Würdigung des Unterrichtes in der Mathematik auf Schulen. Halberstadt Dölle 1821
- Kurze Erörterung der Frage: Darf der Declamator seinen Vortrag mit Geberdenspiel begleiten? Halberstadt : Dölle, 1824.
- Andeutungen über den Gang u. die Lehrweise bei dem Unterrichte in der Religion u. in der teutschen Sprache auf dem Dom-Gymnasium zu Halberstadt. Halberstadt 1829
- Festreden gehalten in dem Dom-Gymnasium zu Halberstadt. Halberstadt : Helm, 1835.